# ネレウス (小惑星136557番)
ネレウス (136557 Neleus) は木星の先行トロヤ群（ギリシア群）に位置する小惑星である。パロマー天文台のトム・ゲーレルスとライデン天文台のファン・ハウテン夫妻が発見した。
ギリシア神話に登場するピュロスの王ネレウスに因んで名付けられた。ギリシア神話には綴りが違うネレウスも登場し、そちらはアポロ群の小惑星に名付けられている (4660 Nereus)。
また、トロヤ群の小惑星は元々トロイア戦争の武将から名付けられることになっていたが、ネレウス自身はトロイア戦争に参戦していない（息子のネストルが参戦）。